# Jurek Becker

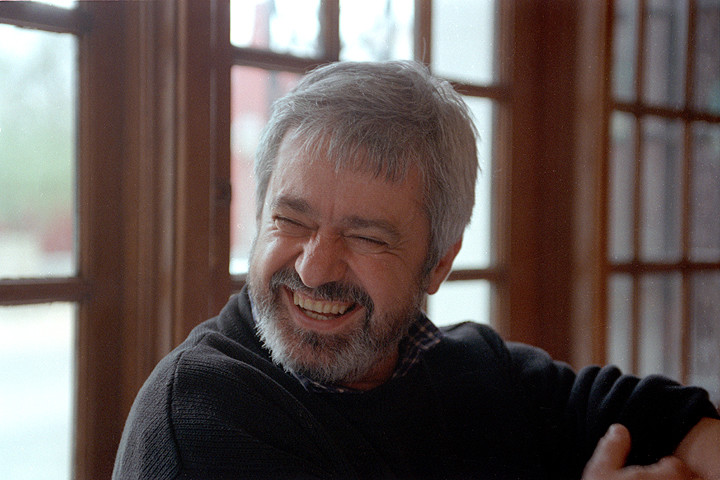
Jurek Becker, 1993

Jurek Becker (Łódź, 30 september 1937 – Thumby, 14 maart 1997) was een Pools-Duits schrijver en dissident.

## Leven en werk
Becker werd in 1937 geboren als kind van Joodse ouders en groeide op in het Getto van Łódź. Toen hij vijf jaar oud was, werd hij naar het concentratiekamp van Ravensbrück gedeporteerd en later naar Sachsenhausen. Zijn moeder kwam om tijdens de Holocaust, maar Jurek en zijn vader overleefden. Na de oorlog werden beiden herenigd en gingen ze samen wonen in Oost-Berlijn. 
Becker ging eind jaren vijftig filosofie studeren, maar werd van de universiteit verwijderd vanwege zijn non-conformistische standpunten. In de jaren zestig begon hij met schrijven, Het meest bekend is zijn werk Jakob der Lügner (Jacob de leugenaar, 1969), dat later tweemaal werd verfilmd. Veel van zijn werken hebben de Holocaust als thema, naast Jakob der Lügner bijvoorbeeld ook Der Boxer en Bronsteins Kinder. Zijn romans en verhalen getuigen van een spiritueel verteltalent dat wortelt in Joodse tradities. Becker schreef ook regelmatig scenario's en scripts.
In het midden van de jaren zeventig werden de dissidente denkbeelden van Becker steeds pregnanter en kreeg hij slechts moeizaam nog iets gepubliceerd of uitgezonden. Nadat hij in november 1976 een petitie tegen de verbanning van schrijver-zanger Wolf Biermann mede had ondertekend, vestigde hij zich in 1977, met goedvinden van de Oost-Duitse autoriteiten, in West-Berlijn, waar hij zijn schrijverschap continueerde. In de laatste tien jaar van zijn leven schreef hij vooral ook veel draaiboeken voor de West-Duitse televisie.
Becker overleed in 1997, op 59-jarige leeftijd, aan darmkanker.